# Presos del Movimiento de Liberación Nacional Vasco
Los presos del Movimiento de Liberación Nacional Vasco son todas aquellas personas que han sido encarceladas, puestas en prisión preventiva, o que se mantienen en custodia debido a su actividad dentro o en apoyo de la organización terrorista ETA, u otra organización ilegal vinculada al Movimiento de Liberación Nacional Vasco (MLNV), como por ejemplo Batasuna o Gestroras Pro Amnistía. 
La mayoría de las personas vinculadas con el MLNV actualmente cumpliendo las condenas en cárceles de España y Francia fueron miembros de Euskadi Ta Askatasuna (ETA) en el momento de su detención, y han sido condenadas por una serie de delitos como el asesinato, intento de asesinato, la participación en el terrorismo, el secuestro o por ser miembros de ETA. Otros no eran miembros de ETA, pero han sido encarcelados por colaborar con ella, o han sido condenados por otros delitos como pertenecer a organizaciones ilegales como Gestoras Pro Amnistía o Segi, pertenecer o tratar de reconstruir partidos políticos prohibidos como Askatasuna y Batasuna, participar en la Kale borroka, o por apología del terrorismo. Muchos partidarios de la izquierda abertzale creen que esas personas son presos políticos, la mayoría de los cuales están representados por el Colectivo de Presos Políticos Vascos (EPPK, por sus siglas en euskera). Algunas organizaciones como Etxerat han pasado muchos años haciendo campaña por una amnistía general para todos estos presos.

## Historia
El MLNV empezó al final de la década de 1950. Desde finales de la década de 1960 decenas de miles de activistas han sido detenidos, y varios miles de personas encarceladas. Hasta el 2003 se estima que 30.000 activistas habían sido detenidos, 8172 de los cuales acusados de ser miembros de ETA.
Euskadi Ta Askatasuna (ETA) fue fundada en 1958, y fue una organización terrorista nacionalista vasca fundada el 31 de julio de 1959 por un grupo de jóvenes radicales del grupo EKIN, disidente del Partido Nacionalista Vasco (PNV). Surgió durante la dictadura franquista con el objetivo de lograr la independencia del País Vasco y Navarra a través del terrorismo. Su ideología combinaba el nacionalismo vasco radical con elementos marxistas-leninistas y revolucionarios. En sus primeras etapas, ETA se centró en actividades culturales y políticas, pero en la década de 1960 comenzó su campaña violenta, marcando su primer asesinato en 1968 con la muerte del guardia civil José Antonio Pardines.
A lo largo de su historia, ETA asesinó a 853 personas, entre ellas militares, policías, políticos y civiles, y dejó miles de heridos y víctimas del terrorismo. Su actividad se prolongó incluso tras la transición democrática y la concesión de competencias al País Vasco. En los años 2000, la presión policial, judicial, y social —junto con la colaboración de Francia y España— debilitó significativamente a la organización. El 20 de octubre de 2011, ETA anunció el cese definitivo de su actividad armada, y el 3 de mayo de 2018, comunicó oficialmente su disolución total.
El número total de personas encarceladas ha variado a lo largo de los años. El siguiente gráfico comienza en 1978, después de la Ley de Amnistía en España de 1977, tras la cual se declaró ilegal llevar a juicio cualquier delito cometido durante la era de Franco y se otorgó la amnistía a todos los presos que habían cometido crímenes con una raíz política durante la dictadura de Francisco Franco y la transición española a la democracia.
Los datos del gráfico se han tomados de Etxerat, la asociación de familiares de estos presos, y del EPPK. Cabe señalar que algunos presos deciden no formar parte de Etxerat, o bien han sido expulsados, por lo que el número de presos de la banda terrorista ETA es de aproximadamente el 7% superior a esos datos. Por ejemplo, en el 2005 Etxerat comunicó que los presos que se encontraban en las prisiones españolas eran 507, mientras que el servicio penitenciario español declaró que había 544 presos relacionados con ETA.

## La política de dispersión
En 1989 el Gobierno inició una política de dispersión-reinserción de presos encarcelados por su vinculación a ETA o al MNLV. Fue llevada a cabo por el Partido Socialista Obrero Español, mientras que Enrique Múgica fue Ministerio de Justicia. Anteriormente, la inmensa mayoría de estos presos se encontraban en un reducido número de cárceles de alta seguridad alrededor de Madrid como Herrera de la Mancha, Alcalá Meco y Carabanchel, o en el País Vasco en Nanclares. El hecho de tener hasta cien presos en una prisión hizo que el núcleo de línea dura de los prisioneros podía imponer su autoridad a todos los presos.
El propósito de la nueva política era restringir el control que ETA tenía sobre sus miembros encarcelados, y alentar a aquellos presos que querían abandonar la organización a hacerlo. En los primeros tres años de la política 83 presos obtuvieron mejores condiciones después de solicitar el tercer grado. La mayoría de estos cambios de grado fueron decididos por las propias cárceles, no por tribunales. En los años siguientes el número de presos que siguieron esta ruta disminuyó rápidamente. Esto se debió en parte a la oposición del Partido Popular a la reinserción, pero también a que ETA encontró nuevas maneras de controlar estos presos, y amenazaba a aquellos que buscaban la reinserción individual.
A medida que se liberaban menos presos, la política se volvió cada vez más impopular en el País Vasco. Lo que antes había sido una política de dispersión y reinserción se convirtió en una política sola de dispersión.
Al principio algunos prisioneros fueron enviados incluso a Ceuta, Melilla y las Canarias, pero durante el alto el fuego de ETA de 1998-99 esos prisioneros fueron llevados de vuelta al península ibérica, donde se mantuvieron incluso después del cese del alto el fuego. En más de una ocasión ha habido un acercamiento de los presos al País Vasco como respuesta a un alto el fuego de ETA. Por ejemplo en septiembre de 1999, 105 presos fueron enviados a centros penitenciarios más próximos al País Vasco como respuesta al cumplimiento de un año de tregua de ETA. No obstante también han sido enviados lejos como respuesta a la violencia de ETA.
Esta política se ha mantenido a lo largo de los años. Por lo general enviando a las cárceles más lejanas al País Vasco a los internos considerados más peligrosos.
En 2014 se celebró el 25 aniversario de esta política. Francia ha adoptado un enfoque similar, esparciendo sus presos por todo el sistema penitenciario francés.
Las familias de los presos ven esta política injusta, ya que se ven obligados a viajar grandes distancias para visitar a sus familiares, siendo esto según algunos de ellos una fuente de estrés, desgaste económico y causa de múltiples accidentes que involucran a miembros de la familia durante el viaje hacia o desde las cárceles.

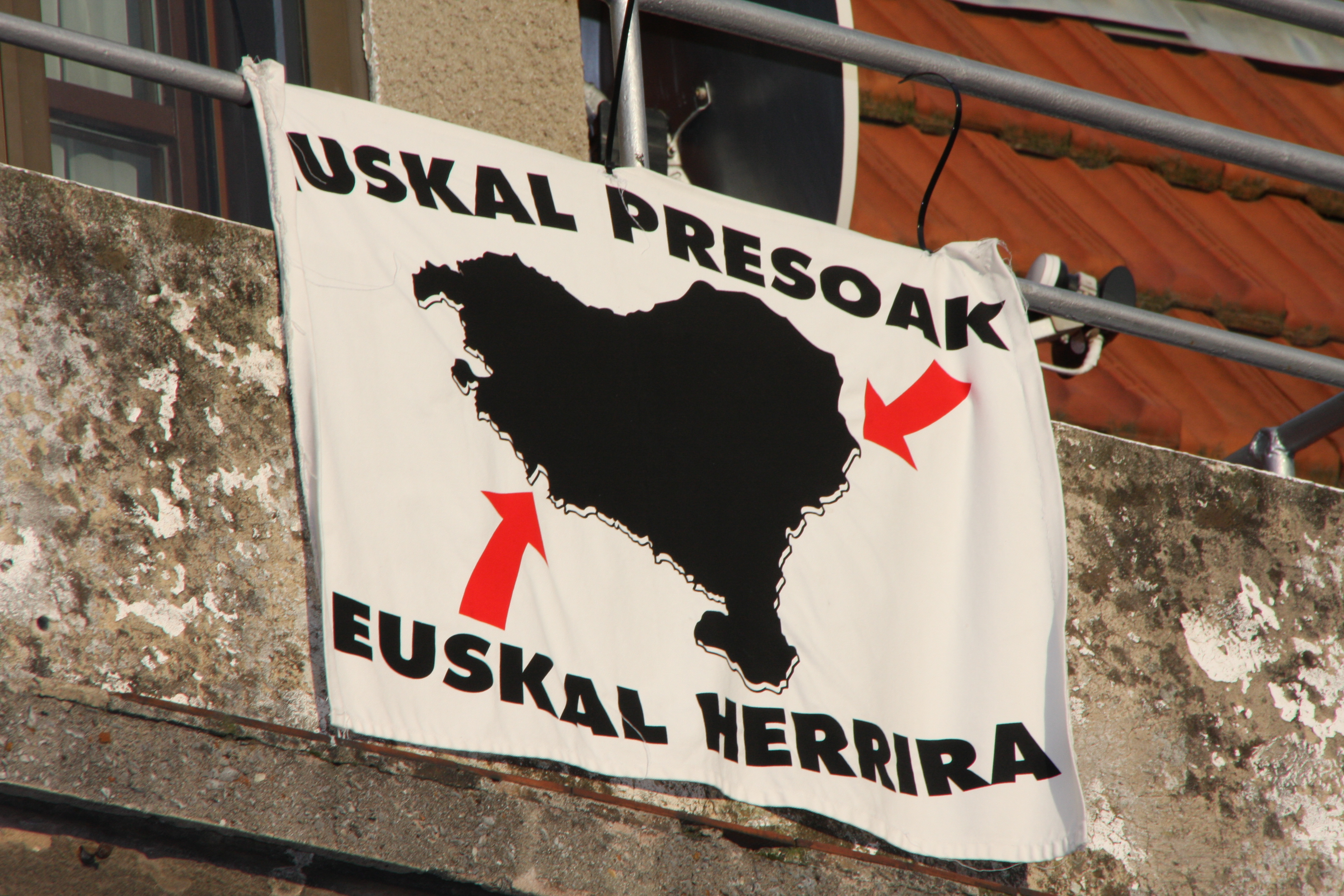
Bandera con la lema "Euskal presoak- Euskal Herrira" ("Presos vascos al País Vasco).

Ha habido múltiples manifestaciones pidiendo el traslado de los presos a cárceles Vascas. Actualmente existe una campaña con el lema "Euskal presoak- Euskal Herrira" ("Presos vascos al País Vasco") con amplio apoyo en el País Vasco. Los presos con enfermedades también piden ser trasladados a cárceles Vascas. El Parlamento Vasco ha reclamado en varios ocasiones el fin de la dispersión de esos presos, pero Mariano Rajoy, el presidente de España declaró en 2011 que no revisará la política de dispersión hasta que ETA declare su disolución.
En 2017 el Tribunal Europeo de Derechos Humanos (TEDH) rechazó una demanda por 3 miembros de ETA, encarcelados en París, que alegaron estar a más de 800km del domicilio de sus familias y no haber tenido derecho a un recurso efectivo. El tribunal consideró que las quejas de los demandantes "no son suficientes para que constituyan una injerencia en el derecho al respeto de su vida familiar", y destacó que los presos "no pidieron de manera clara estar más cerca de sus familias" y "podían haber solicitado una medida de acercamiento".

## EPPK
El Colectivo de Presos Políticos Vascos (EPPK, por sus siglas en euskera) es un colectivo que habla y negocia en nombre de los presos y al que pertenecen la mayoría de ellos.
Se dice que en el pasado el EPPK llevaba un control estricto sobre los presos y exigía el cumplimiento de sus normas. Los presos que se negaban a seguir las órdenes del EPPK eran condenados al ostracismo. Sin embargo ahora el EPPK está cambiando su estrategia. En 2012 fue criticado por ex presos acogidos a la Vía Nanclares por insistir en la amnistía para todos los presos, negando a muchos prisioneros la opción de mejorar su propia situación a través de otros medios legales. En 2013 el EPPK respondió anunciando que dejaba a un lado la exigencia de amnistía general, que había sido hasta entonces su objetivo principal, y en 2016 anunció un debate para que los presos puedan ajustarse a la legalidad.
Se cree que en términos generales hay 2 grupos dentro de la población carcelaria. Por un lado están quienes tienen largas condenas por delante, que apelan a una solución colectiva que agrupe a todos como mejor vía para conseguir la amnistía. Por otro lado están aquellos a los que les quedan pocos años para salir en libertad, que podrían tener intereses diferentes, como la mejora de sus condiciones.

## Huelgas de hambre
Ha habido abundantes huelgas de hambre por parte de los presos. La primera arrancó el 6 de enero de 1966. Además de servir de protesta ante algo específico, algunas también se han usado para mover a la sociedad vasca. Según Florencio Domínguez Iribarren, «agitar la sociedad vasca mediante la tecla de la solidaridad con los presos es una vieja herramienta que el mundo de ETA usa desde hace muchos años. Las huelgas de hambre de los presos son uno de los mecanismos para despertar esa solidaridad». Hasta el momento ninguna de ellas ha ocasionado la muerte de un preso.
Aquí está una lista de algunas de ellas:
- En junio de 1974 trece presos comenzaron una huelga de hambre en la cárcel de Basauri. Duró 13 días.[33][34]
- En septiembre de 1974 un preso participó en una huelga de hambre de 16 días en la cárcel de Zaragoza, fue hospitalizado.[35]
- En octubre de 1974 trece presos comenzaron otra huelga de hambre en la cárcel de Basauri.[36]
- En diciembre de 1974 seis presos participaron en una huelga de hambre en la cárcel de Zaragoza.[37]
- En septiembre de 1976 doce presos iniciaron una huelga de hambre en la cárcel de Burgos como protesta ante las condiciones y el tratamiento recibidos en la prisión.[38]
- En diciembre de 1976 once presos comenzaron otra huelga de hambre en la prisión de Burgos.[39]
- En agosto de 1977 siete presos participaron en una huelga de hambre en las prisiones de Carabanchel y Martutene.[40]
- En mayo de 1978 nueve presos detenidos en la cárcel de Pamplona llevan a cabo una huelga de hambre de 17 días para apoyar la semana Pro-Amnistía, y exigir una amnistía general.[41]
- En octubre de 1980, 43 presos participaron en una huelga de hambre para quejarse de los maltratos en las prisiones de Soria y Zamora.[42]
- En febrero de 1981, 108 presos de la Cárcel de Carabanchel comenzaron una huelga de hambre en protesta por la muerte de Joseba Arregui.[43]
- En septiembre de 1982, 74 presos de la cárcel del Puerto de Santa María comenzaron una huelga de hambre.[44]
- En febrero de 1984, dos presos en la prisión de Fresnes, en Francia, realizaron una huelga de hambre de un mes.[45]
- En junio de 1986 casi 100 presos llevan a cabo una huelga de hambre en la prisión de Herrera de la Mancha para exigir la amnistía.[46][47]
- En noviembre de 1987 más de 100 presos de seis cárceles se declararon en huelga de hambre para protestar "en contra de la represión del pueblo vasco, a favor de la negociación política y en contra de los pactos".[48]
- En diciembre de 1988 tres presos en las cárceles francesas participaron en una huelga de hambre de un mes, y fueron hospitalizados.[49]
- En abril de 1991 setenta presos en la cárcel de Herrera de la Mancha iniciaron una huelga de hambre como queja ante la dispersión dentro de la prisión.[50]
- En junio de 1991 trece presos en la cárcel de El Salto del Negro, en las Islas Canarias, comenzaron otra huelga de hambre en protesta por "las mínimas condiciones de vida".[51]
- En mayo de 1992, doce presos en la prisión de El Salto del Negro, en las Islas Canarias, llevaron a cabo una huelga de hambre que duró un mes.[52]
- En julio de 1992, nueve presos llevaron a cabo una huelga de hambre como queja por las condiciones en la cárcel Puerto 2.[53]
- En septiembre de 1994, 250 presos iniciaron una huelga de hambre.[54]
- En julio de 1996 Iñaki Olaskoaga Múgica, preso en la cárcel de Uzerche en Francia, llevó a cabo una huelga de hambre para reclamar que los presos vascos cumplan las condenas en cárceles del País Vasco. Tras 23 días, fue trasladado al hospital.
- En octubre de 1998 cuatro prisioneros en la prisión de La Santé en París se declararon en huelga de hambre como protesta contra la extradición prevista de uno de ellos a España después de cumplir su condena en Francia.[55]
- En mayo de 2000, 300 presos pusieron fin a una larga huelga de hambre de 7 meses.[56]
- En agosto de 2006 Iñaki de Juana Chaos inició su primera huelga de hambre (63 días) como protesta tras haber sido acusado de haber escrito dos cartas desde la cárcel con amenazas terroristas cuando estaba a punto de ser puesto en libertad tras haber cumplido 17 años de condena.[57] En noviembre del mismo año se hizo pública la sentencia de 12½ años por haber escrito dichas cartas.[58] Como consecuencia comienza otra huelga de hambre que finaliza el 1 de marzo tras 114 días.[59] En julio de 2008 comenzó la que fue su tercera huelga de hambre como protesta ante la confiscación por parte de las autoridades españolas del apartamento que su esposa había comprado a su madre, y donde tenía planteado vivir al salir de prisión.[60]
- En enero de 2010 Lorentxa Gimon comenzó una huelga de hambre para protestar por su aislamiento en la cárcel francesa donde se encontraba. Antes e independientemente de la huelga de hambre masiva que comenzó más tarde el mismo mes.[61]
- En enero de 2010 hubo una huelga de hambre masiva por parte de los 742 prisioneros pertenecientes al Colectivo de Presos Políticos Vascos (EPPK). Lo hicieron como queja por la política de dispersión.[62]
- En octubre de 2010 seis presos iniciaron una huelga de hambre de 15 días en la prisión de Murcia para exigir que se les mantuviera a todos en la misma parte de la cárcel, también como queja por las condiciones antihigiénicas de toda la prisión, incluyendo una plaga de ratas en la cocina y el comedor.[63]
- En febrero de 2012 Ibon Goieaskoetxea y Borja Gutiérrez comenzaron una huelga de hambre como protesta ante el traslado inminente de Goieaskoetxea a otra prisión en Francia.[64]
- En agosto de 2012 se inició una huelga de hambre como protesta ante la negativa por parte de las autoridades españolas de dejar a Josu Uribetxeberria, enfermo de cáncer en fase terminal, salir de prisión para morir en casa.[65] Comenzó con 100 presos en España, entre ellos Arnaldo Otegi, a los que se unieron otros 91 de prisiones francesas.[66] Para el 13 de agosto eran 254 los presos que se habían sumado a la huelga.[67]
- En octubre de 2013 los quince presos vascos de la cárcel de Sevilla comenzaron una huelga de hambre para protestar por su encarcelamiento tan lejos de casa y de sus familias. Trece de los prisioneros continuaron la huelga durante 32 días.[68]
- En junio de 2015, siete prisioneros detenidos en la prisión de Fleury-Mérogis se declararon en huelga de hambre para protestar por la reducción del número de visitas que cada uno puede recibir, de cuatro cada mes a dos.[69]
- En mayo de 2016, varios prisioneros de la prisión de Fresnes, en Francia, llevaron a cabo una huelga de hambre durante 19 días en protesta por el aislamiento de Itziar Moreno.[70]
- En agosto de 2016, catorce presos de la cárcel de Huelva llevaron a cabo una huelga de hambre para exigir la liberación de los reclusos que estaban gravemente enfermos.[71]
- El 11 de mayo de 2020, Patxi Ruiz, preso en el centro penitenciario de Murcia II, comienza una huelga indefinida de hambre y sed. El 23 de mayo, abandona la huelga de sed tras ser hospitalizado, pero continúa con la huelga de hambre, la cual finalizaría el 10 de junio.

## 'Vía Nanclares'
La 'Vía Nanclares' fue un proyecto que permitió entre 2009 y 2011 a los presos de ETA obtener mejores condiciones en la cárcel y, en algunos casos, obtener la libertad condicional tras cumplir ciertas condiciones. El núcleo de estas condiciones fue el compromiso de alejarse de ETA, pedir perdón, y pagar una indemnización por sus acciones. El objetivo fue romper con el control que el EPPK ejercía sobre los presos, así como con la estricta disciplina que impone. El colectivo priorizaba como objetivo luchar en bloque por conseguir la amnistía general, prohibiendo buscar vías individuales para conseguir una reducción de su condena, y dándose el caso, condenándolo al ostracismo. El proyecto 'Vía Nanclares' fue ideado por Alfredo Pérez Rubalcaba y puesto en marcha por el entonces presidente del Gobierno José Luis Rodríguez Zapatero en 2009. El nombre hace referencia a la Cárcel de Nanclares de la Oca en el País Vasco, donde los presos eran enviados en caso de acogerse a esta vía. En 2011 Nanclares de Oca fue reemplazada por la prisión de Zaballa, construida cerca, y que cuenta con 720 células.
Los requisitos para acogerse a esta vía eran:
- Distanciarse de ETA.
- La aceptación de la sentencia se les ha dado.
- Dejar el Colectivo de Presos Políticos Vascos (EPPK).
- Denunciar públicamente a ETA y el uso de la violencia.
- Pedir perdón a las familias de sus víctimas, si las hay.
- Comprometerse a pagar una indemnización en caso de haber habido daños.
- Por último, colaborar con el sistema judicial español en la lucha contra el terrorismo.[76]

Cuando ETA declaró el alto el fuego permanente en 2011, según una fuente, 22 presos se habían acogido a esta vía. Según Mikel Buesa eran 68 los presos que habían iniciado la 'Vía Nanclares', de cuales 30 fueron enviados a la cárcel de Nanclares, y de ellos solo 13 llegaron a obtener un régimen de prisión atenuada. Las primeras personas en obtener la libertad condicional tras acogerse a la vía fueron José Manuel Pérez de Nanclares y Fernando de Luis Astarloa en 2012. Todos los presos que han escogido esta manera para mejorar sus condiciones se han visto condenados al ostracismo por parte de la comunidad nacionalista radical a la que pertenecían. Muchos presos fueron reacios a acogerse a la 'Vía Nanclares' por esta razón.
Desde que ganó el Partido Popular las elecciones generales de España de 2011 la 'Vía Nanclares' se ha mantenido cerrada.

## La doctrina Parot
En octubre de 2013, el Tribunal Europeo de Derechos Humanos (TEDH) condenó a España por la decisión de mantener en prisión a Inés del Río, un exmiembro de ETA. Ella iba a ser puesta en libertad en 2008 por buena conducta después de 21 años en prisión, sin embargo, en 2006 España cambió sus reglas para incluir lo que ahora se conoce como la doctrina Parot y decidió aplazar su puesta en libertad hasta 2017. El TEDH declaró que se trataba de una violación de dos artículos (5 y 7) de la Convención Europea de Derechos Humanos y ordenó a España el pago de una indemnización. Al día siguiente, el 21 de octubre de 2013, fue liberada.
El Gobierno español se quejó de que esta decisión suponía la liberación de decenas de presos de ETA. En noviembre del 2013, España comenzó a liberar a otros presos, un total de 61 presos fueron puestos en libertad a raíz de este fallo judicial, incluyendo uno que se encontraba en una cárcel en el Reino Unido.
Hubo varias protestas organizadas por la Asociación Víctimas del Terrorismo contra la sentencia del TEDH.

## Tortura
En términos generales, la tortura casi siempre se lleva a cabo en secreto, por lo que es difícil saber si ha tenido lugar o no. Aunque miembros de las Fuerzas y Cuerpos de Seguridad del Estado han sido condenados por maltrato o tortura de presos, esos casos son muy pocos, y la veracidad de muchas denuncias de tortura y el grado en el que se produce es objeto de controversia.
Entre 1977 y 2002 se recogieron aproximadamente 5.300 denuncias de torturas llevadas a cabo por las autoridades sobre presos vascos. Desde entonces se han producido centenares de acusaciones más. Las denuncias están en su mayoría relacionados con amenazas y golpes, en menor grado asfixia, posiciones corporales forzadas, y ejercicios físicos. Un estudio llevado a cabo por el Instituto Vasco de Medicina Legal con 112 presos en régimen de incomunicación entre 2000 y 2005 y sobre la base de testimonios recogidos por una ONG sugiere que la tortura sigue siendo un problema en España. Se detectaron diferentes patrones de presuntas torturas relacionadas con las diferentes fuerzas policiales, siendo la Guardia Civil el cuerpo vinculado con los métodos más graves.
El Gobierno español insiste en que las denuncias de tortura de los detenidos son falsas y son parte de una táctica de ETA para ganar capital político y simpatía. En 2008 se encontró un manual supuestamente producido por ETA en el que había indicaciones sobre como actuar, entre ellas afirmar torturas una vez detenidos.
Según algunos exmiembros de ETA, la policía francesa nunca sometió a sus prisioneros a torturas, pero según la ONG Torturaren Aurkako Taldea (TAT), que trabaja con víctimas de tortura, ha habido también unas pocas reclamaciónes de tortura en Francia.

### Crítica international
Desde 2002, el Comité de las Naciones Unidas contra la Tortura (CAT) y el Tribunal Europeo de Derechos Humanos (TEDH) han criticado varias veces a España por no investigar adecuadamente las denuncias de tortura hechas por miembros de ETA y otras personas sospechosas de tener vínculos con ella. Específicamente se ha constatado que España ha violado los artículos 2, 4 y 14 de la Convención contra la tortura y otros tratos o penas crueles, inhumanos o degradantes y el artículo 3 del Convenio Europeo de Derechos Humanos. Francia también fue criticada por el CAT por haber deportado a un miembro de ETA, Josu Arkauz Arana, a España en 1997, donde "estaba en una situación donde era particularmente vulnerable a posibles abusos". Se constató que Francia había violado el artículo 3 de la Convención contra la tortura y otros tratos o penas crueles, inhumanos o degradantes en ese caso.
El CAT investigó el caso de Kepa Urra en 2002, quien afirmó haber sido torturado por 4 miembros de la Guardia Civil en 1997 durante una operación para desmantelar parte de ETA. Aunque los cuatro guardias fueron inicialmente condenados en un tribunal español por haber torturado a Urra, fueron perdonados más tarde. España fue declarada culpable de una violación de los artículos 2, 4 y 14 de la Convención contra la tortura y otros tratos o penas crueles, inhumanos o degradantes. Dos años más tarde en 2004, un informe de Naciones Unidas escrito por Theo van Boven, afirmaba que el hecho de que los detenidos puedan permanecer recluidos en régimen de incomunicación durante un máximo de 5 días permite que los abusos tengan lugar, y aconsejó al Gobierno español realizar cambios sobre esta práctica. En 2012, el CAT volvió a condenar a España, esta vez por no investigar acusaciones de tortura hechas por Oskarz Gallastegi, condenado a 26 años de cárcel por su papel en el asesinato de un juez en el País Vasco en 2001.
En 2010 el TEDH de Estrasburgo realizó su primera sentencia contra España, por no investigar adecuadamente las denuncias de tortura hechas por el miembro de ETA, Mikel San Argimiro. En 2014, la Corte Europea de Derechos Humanos reprobó a España por el hecho de no proteger a los presos ante la violencia ejercida por parte de las autoridades. Se examinaron los casos de Beatriz Etxebarria Caballero y Oihan Unai Ataun Rojo. Se demostró que las autoridades españolas hicieron poco para investigar las denuncias de tortura y como consecuencia tuvieron que pagar una indemnización a cada uno. En 2015, el TEDH consideró a España culpable de violar los aspectos procesales del artículo 3 del Convenio Europeo de Derechos Humanos en el caso que Arratibel Garciandia planteaba contra ella. Más recientemente, en mayo de 2016, el TEDH dictaminó contra España por no haber investigado adecuadamente las denuncias de tortura hechas por Xabier Beorlegi.
Amnistía Internacional también ha condenado a España por detener a los prisioneros en régimen de incomunicación. Un informe publicado en 1999 declaró que "está fuera de toda duda que la detención en régimen de incomunicación propicia la tortura y los malos tratos". Una vez más, en 2002, Amnistía Internacional publicó un informe en el que criticaba al Gobierno español por su política de detener a los detenidos en régimen de incomunicación. El informe afirma que ha recibido "algunos informes muy serios y muy detallados, que parecen estar corroborados por pruebas médicas. Muchas de las denuncias se referían a la práctica de asfixia con bolsas de plástico, patadas y golpes repetidos de la mano en la cabeza o testículos, ejercicios físicos forzados durante largos períodos de tiempo, denuncias de acoso sexual o abuso, amenazas de ejecución, violación, aborto espontáneo o lesiones a parejas y familiares". En junio de 2014 Amnistía Internacional informó sobre la "impunidad y negación" de las autoridades españolas en relación con la tortura, no solo cometida contra personas sospechadas de estar vinculadas con el terrorismo, sino también contra gente sospechosa de haber cometido muchos otros tipos de delitos. La organización internacional continúa diciendo que "las autoridades españolas no toman en serio la gravedad de la tortura como un delito de derecho internacional......mientras tanto, las víctimas de la tortura permanecen indefensas". En el mismo informe Amnistía Internacional dice que sucesivos gobiernos españoles "no han establecido de manera suficiente las medidas y mecanismos necesarios para prevenir la tortura bajo custodia de los cuerpos y fuerzas de seguridad (como, por ejemplo, la abolición del régimen de incomunicación que sigue vigente o la introducción de videocámaras en todos los lugares donde las personas están detenidas), ni para investigarla de manera exhaustiva, independiente e imparcial cuando ocurre."

## Fugas
Ha habido numerosos intentos de fuga. De los 10 que han sido exitosos 3 han sido de hospitales. La mayor fuga fue la de Segovia en 1976 en la que participaron 29 presos que cavaron un túnel para escapar de la cárcel de Segovia. Se ha rodado una película sobre la misma. La fuga más reciente fue en 2002 cuando Ibon Fernández Iradi logró huir de la comisaría donde estaba detenido en Francia.

## Reintegración en la sociedad
Cuando los presos son liberados si lo desean reciben ayuda de la organización Harrera, creada en 2012. Esta organización ofrece ayudarles a buscar trabajo, clasificar sus finanzas, documentación y otras cuestiones. Algunos políticos han intentado ilegalizar esta organización.

## Publicaciones
En 2002 se creó la asociación cultural Ataramiñe con el objetivo de promover y publicar obra literaria creada por presos del MLNV. Desde entonces se publican libros cada año que incluyen relatos cortos, narraciones más largas, cuentos para niños, historietas y poesía.